# 亚尼·索伊尼宁
亚尼·索伊尼宁（芬蘭語：Jani Soininen，1972年11月12日—），芬兰男子跳台滑雪运动员。他曾代表芬兰参加1994年和1998年冬季奥林匹克运动会跳台滑雪比赛，共获得一枚金牌和一枚银牌。